# Яга (провинция)
Яга (фр. Yagha) — одна из 45 провинций Буркина-Фасо. Входит в состав региона Сахель. Административный центр провинции — город Себба. Площадь провинции составляет 6468 км².

## Население
По данным на 2013 год численность населения провинции составляла 202 566 человек.
Динамика численности населения провинции по годам:
| 1996    | 1997    | 2005    | 2006    | 2013    |
| ------- | ------- | ------- | ------- | ------- |
| 116 419 | 116 985 | 146 861 | 159 485 | 202 566 |

## Административное деление
В административном отношении подразделяется на 6 департаментов:
- Бундоре
- Мансила
- Себба
- Сольян
- Танкугунадье
- Титабе